# والری استالیاروف
والری استالیاروف (روسی: Валерий Викторович Столяров؛ زادهٔ ۱۸ ژانویهٔ ۱۹۷۱) اسکی‌باز صحرانوردی اهل روسیه است.